# Minamata
Minamata (japonsky 水俣市, Minamata-ši) je město v prefektuře Kumamoto na západním pobřeží ostrova Kjúšú v Japonsku. Jeho rozloha je 162,88 km², odhadovaný počet obyvatel v roce 2008 byl 27 856.
Město je nechvalně známé v souvislosti s průmyslovým znečištěním přilehlého zálivu rtutí z chemické továrny Chisso Corporation a jeho dopadům na zdraví obyvatel, které dostal po povědomí světové veřejnosti William Eugene Smith.
V okolí města se nachází několik termálních pramenů, využívaných ke koupelím.

## Partnerská města
- Devonport, Austrálie
- Liverpool, Anglie